# Bataille de Bornem
Guerre des Paysans
Batailles
- Saint-Nicolas
- 1er Boom
- Merchtem
- Zele
- Malines
- 2e Boom
- Hooglede
- Moorslede
- Zonnebeke
- 1er Diest
- 1er Louvain
- Alost
- Turnhout
- Enghien-Hal
- Hérinnes
- Audenarde
- Leuze
- 2e Louvain
- Ingelmunster
- Duffel
- Herentals
- Arzfeld
- Clervaux
- Amblève
- Stavelot
- Pollare
- Londerzeel
- Kapelle-op-den-Bos
- Bornem
- Meerhout
- 2e Diest
- 3e Diest
- Mol
- Jodoigne
- Marilles
- Beauvechain
- Hélécine
- Kapellen
- Meylem
- Hasselt

La bataille de Bornem se déroule pendant la guerre des Paysans. Le 5 novembre 1798, la ville de Bornem, place forte de l'armée insurgée du Petit-Brabant, est prise d'assaut par l'armée républicaine française.

## Déroulement

### Attaque de Saint-Amand
Au début du mois de novembre, les forces républicaines françaises convergent sur Bornem où sont retranchés les paysans insurgés de l'armée du Petit-Brabant commandée par Emmanuel Rollier. La ville est entourée de canaux et est renforcée par plusieurs barricades, ainsi les rebelles qui occupent également le fort Sainte-Marguerite, disposent de bonnes positions défensives.
Commandée par l'adjudant-général Rostollant, la principale colonne républicaine, forte de 1 500 hommes, gagne Alost le 3 novembre, puis passe par Steenhuffel. Le matin du 4 novembre, elle attaque les insurgés à Saint-Amand, bourg situé au sud de Bornem. Les rebelles menés par Julien Rollier, le frère du commandant en chef, résistent mais à midi, Rostollant reçoit des renforts depuis Termonde. Le village est alors bombardé par l'artillerie et plusieurs maisons sont incendiées. Les insurgés se replient sur Mariekerke alors que Rostollant reçoit encore le renfort de 700 hommes avec une pièce d'artillerie venus de Termonde, et commandés par le chef de bataillon Striffler.
Les Républicains tentent de marcher le même jour sur Bornem mais ils battent en retraite et reportent l'attaque au lendemain. Ils regagnent Saint-Amand, la ville est pillée et les prisonniers pris les armes à la main sont fusillés devant l'église, des habitants sont également assassinés par des soldats. Les exactions font 16 morts, dont une petite fille de 7 ans et un vieillard de 80 ans tué dans l'église.

### Attaque de Willebroek
Le lendemain 5 novembre, les Républicains divisés en six corps encerclent Bornem, l'attaque principale étant menée par Rostollant depuis Saint-Amand au sud. Deux navires sur l'Escaut commandés par Castagnies canonnent le fort Sainte-Marguerite et couvrent la traversée d'une colonne venue de Saint-Nicolas au nord-ouest. Willebroek, située au sud-est de Bornem, se retrouve également entourée. Au nord, une colonne se positionne à Boom, séparée par le Rupel. Deux autres colonnes convergent sur Willebroek ; celle de Meinzweig, sortie de Bruxelles et une autre sortie de Malines et qui se positionne à l'est à Blaasveld et Heffen. Striffler, de son côté, se détache de Rostollant et fait sa jonction avec Meinzweig après être passé par Puurs.
Pour l'ensemble de la bataille, les Français disposent de troupes des 43e, 49e, 51e et 94e demi-brigades, du 5e régiment de hussards, du 2e régiment de chasseurs à cheval et du 5e régiment de dragons avec une artillerie importante.
Le matin du 5 novembre, au moment où les paysans sonnent le tocsin, le combat commence à Heffen où la garnison de Malines se heurte à une vingtaine de paysans qui tentent de les retarder sur le pont qui traverse la Senne. Ils sont cependant mis en fuite par le canon. Les Républicains gagne ensuite Blaasveld et s'emparent du bourg malgré la résistance des insurgés retranchés dans l'église et les maisons. Un des bâtiments est réduit en cendre avec ses défenseurs,.
Puis, à l'ouest, les forces de Striffler et Meinzweig attaquent Willebroek, là encore les paysans sont retranchés dans les habitations, mais les Français recourent de nouveau à l'incendie pour se rendre maître du bourg. Rollier est blessé, et cette nouvelle décourage les paysans. Environ 100 insurgés sont tués selon les Républicains, Rollier se replie sur le Rupel. Les Français le poursuivent et leurs colonnes opèrent leur jonction à Ruysbroeck,.
Les Républicains contournent ensuite Bornem par le nord-est en longeant le Rupel et faisant marche sur Wintam et le fort Sainte-Marguerite, défendu par 200 insurgés, et où est hissé un drapeau blanc avec une croix rouge. Avec l'aide des pièces d'artillerie des canonnières, le fort est emporté et les Français se saisissent des vivres, des drapeaux et de six mille livres de monnaie britannique.  Cependant Striffler n'arrête pas ses troupes et oblique immédiatement au sud, sur Bornem.

### Attaque de Bornem
De son côté, l'adjudant-général Rostollant avait attaqué Bornem dans la matinée. Cependant il se heurte à une forte résistance des insurgés retranchés derrière les barricades et les maisons. La cavalerie républicaine contourne la ville et parvient jusqu'à la place de l'église, où les rebelles ont entreposé leurs munitions. Ces derniers lancent une contre-attaque qui parvient à contenir les cavaliers. Mais progressivement, les Républicains enlèvent les barricades grâce à leur artillerie et les hommes se réfugient dans les maisons. Une nouvelle fois, les Français doivent mettre le feu à toutes les habitations occupées par les rebelles pour les en déloger, 157 maisons sont détruites par les incendies.
Les insurgés battent en retraite pour fuir les flammes et se rassemblent sur la plaine, entre Bornem et Hingene, mais ils sont assaillis au nord et à l'est par les forces commandées par Striffler venues depuis Hingene et Ruysbroeck. Les rebelles résistent un moment mais attaqués sur trois côtés, ils sont finalement écrasés. L'adjudant-général Rostollant est blessé lors de l'affrontement, ainsi que quinze officiers, le chef de bataillon Striffler prend le commandement.
Rollier parvient à s'enfuir mais il devra se cacher dans les campagnes pendant deux années. Sa tête et celle de son frère furent mises à prix pour 500 louis. Dans la nuit du 5 au 6, Bornem et tous les villages environnants sont pillés par des soldats et des habitants de Termonde, plusieurs prisonniers sont exécutés sommairement. Sur ordre de Rostollant, les Français incendient de nouveau 31 maisons de Bornem et 12 de Willebroek. Rostollant épargne cependant Saint-Amand à la demande de la religieuse qui soignait ses blessures
| « Nous avons reçu les détails suivant, sur les combats qui ont eu lieu le 4 & le 3 à Capelle, Wiilcbroeck, Blatveld & environs. L'attaque commença par le village de Capelle; les rébelles après avoir été battus en avant de ce village, se réfugièrent dans les maisons & firent pleuvoir par les fenêtres et les portes une grêle de balles & de pierres. On fit avancer l'artillerie; des obus dirigés sur les maisons en incendièrent un grand nombre, & les gens armés qui s'y trouvaient furent ou brûlés ou passés au fil de l'épée. On leur prit en outre un drapeau & une caisse militaire. Après cette expédition, la colonne se porta sur Willebrocck; un nombre considérable de brigands étaient disséminés sur les deux rives du canal, d'où ils faisaient un feu épouvantable sur la troupe. Celle-ci sans se décontenancer s'avança toujours en combattant sur Willebroeck, & pénétra dans cet endroit. Cependant la colonne, trop faible pour se soutenir dans le village contre une masse supérieure de rebelles, se replia momentanément sur Wilworde. Le 6, ayant reçu des renforts, les troupes républicaines dit visées en plusieurs colonnes se portèrent de nouveau sur Blasveld & Willebroek, où le combat recommença. Quelques maisons du premier de ces villages furent incendiée ; le nombre de celles livrées aux flammes à Willebroeck est plus considérable, car les rebelles ayant fait de chaque maison une forteresse qu'il fallait conquérir, cette résistance irrita tellement le soldat, que son indignation ne connut plus de bornes. Les officiers supérieurs parvinrent avec peine à arrêter la fureur des troupes. Deux sous-officiers. furent cassés sur le champ de bataille; ils doivent être traduits devant le conseil de guerre. Tout ce qui a pu se sauver des révoltés, a gagné les bois voisins. On a ramené ici un officier & des soldats blessés. L'officier est mort hier. Les troupes qui ont fait cette expédition, sont rentrées à Bruxelles; elles ont laissé à d'autres troupes parties d'Anvers, de Malines & de Termonde, le soin de poursuivre les rébelles. » — Rapport du général Colaud, le 9 novembre 1798, à Bruxelles. |

| « Je vous ai rendu compte, dans mes précédentes, des combats acharnés qui ont eu lieu sur les bords, de l'Escaut &c du canal de Bruxelles à Anvers, ainsi que de la marche des troupes Françaises pour expulser entièrement les révoltés de cette contrée; voici les détails des événemens qui en ont été la suite: Après plusieurs engagemens partiels avec les rebelles, une forte colonne de troupes républicaines, venant de la Flandre, le long de la Dender, effectua sa jonction avec, une autre, partie de Bruxelles, avec un train considérable d'artillerie, près de Bornheim sur l'Escaut, où les insurgés avaient une espèce de quartier-général. Le général Rostollan, qui commandait la troupe, résolut de les en expulser; il les fit en conséquence sommer de se soumettre aux loix de la République. Leur réponse étant négative, il ordonna l'attaque : mats il fallut vaincre de grands obstacles, les révoltés sciant retranchés par des abattis, autour desquels ils avaient placé des rateaux, des herses, des cribles & autres instruirions de labourage, dans le dessein d'empêcher la cavalerie d'avancer ; derrière ces retranchemens, ils rirent un feu très violent & très-bien nourri. Ces obstacles n'arrêtèrent pas le courage des républicains: ils pénétrèrent dans le bourg, où le carnage devint effroyable. Les rebelles firent pleuvoir sur la troupe une grêle de pierres & de balles qui partaient de? fenêtres, de l'église & du clocher, où ils s'étaient postés; les républicains en tirèrent une vengeance éclatante; car, ne pouvant chasser les révoltés qu'en mettant le feu aux maisons où ils s'étaient réfugiés, toute la commune fut la proie des flammes. L'incendie a duré 48 heures sans discontinuer, le éclairait pendant la nuit les villages voisins, par sa lueur. Sept-cent-cinquante maisons y sont réduites en cendres; & tous les insurgés qui n'ont pas pu se sauver dans les bois voisins, y ont péri. L'œil n'y découvre plus que des ruines âc des cadavres. . Parmi le grand nombre de blessés Français sont quelques officiers & le général Rostollan lui-même. Les soldats qui ont été à cette expédition y ont fait un gros butin. Malgré cette action sanglante, dans laquelle plus de trois cens révoltés ont perdu la vie, & toutes les précédentes, il parait qu'ils ne sont pas encore dispersés sur cette partie, puisque de nouvelles colonnes de troupes, avec beaucoup d'artillerie légère, ont pris, hier Je avant-hier, cette direction. D'autres colonnes se sont portées sur Diest & les environs, tandis que quelques-unes, parties de Malines, d'Anvers et de la Hollande, s'avancent vers la Campine. Il est question d'une attaque générale dans cette partie de nos contrées, rît les rébelles sont maintenant en grand nombre, surtout dans les environs de Turnhout & d'Hérentalt, ou il s'est livré, il y a quinze jours, une aétion des plus meurtrieres. On dit que leur intention est de se retirer sur le territoire Hollandais, s'ils sont de nouveau battus; mais ils n'en seraient pas plus à l'abri des coups des républicains. » — Rapport du général Colaud, le 11 novembre 1798, à Bruxelles. |